# 広島貨物ターミナル駅
広島貨物ターミナル駅（ひろしまかもつターミナルえき）は、広島県広島市南区東駅町にある日本貨物鉄道（JR貨物）山陽本線の貨物駅である。書類上は芸備線も乗り入れていることになっているが、現在は芸備線から当駅への出入りはできず、運行時刻表にも当駅の欄はない（つまり全列車が通過する）ため、単なる山陽本線との分岐点という扱いになっている。
西日本旅客鉄道（JR西日本）の広島運転所や天神川駅に隣接している。南区内にマツダの工場があるため、発着貨物に自動車部品の割合が多い。

## 歴史
- 1969年（昭和44年）3月1日：広島駅の貨物取扱業務を移管する形で広島駅東側（山陽本線下り線 南側）に（貨）東広島駅[注釈 1]として開業[1]。
- 1984年（昭和59年）2月1日：広島操車場（広島駅東側：山陽本線 上下線間）が機能停止。
- 1986年（昭和61年）10月1日：宇品四者協定線（旧国鉄宇品線）が廃止。
- 1986年（昭和61年）11月1日：キリンビール広島工場専用線が廃止。
- 1987年（昭和62年）4月1日：国鉄分割民営化により、JR貨物 東広島駅となる[1]。
- 1991年（平成3年）6月：旧広島操車場跡地への移転工事が着工。
- 1995年（平成7年）12月22日：旧広島操車場跡地に移転完了、着発線荷役方式（E&S方式）を導入。同時に駅名をJR貨物 広島貨物ターミナル駅に改称[2]。
JR貨物 東広島駅跡地（通称：貨物ヤード跡地）は線路が撤去され、長らく遊休地になっていたが、MAZDA Zoom-Zoom スタジアム広島を中心とした市街地再開発事業が進められ（球場は2007年〈平成19年〉着工、2009年〈平成21年〉開場）、併せて駅入口周辺が整備されている。

## 駅構造

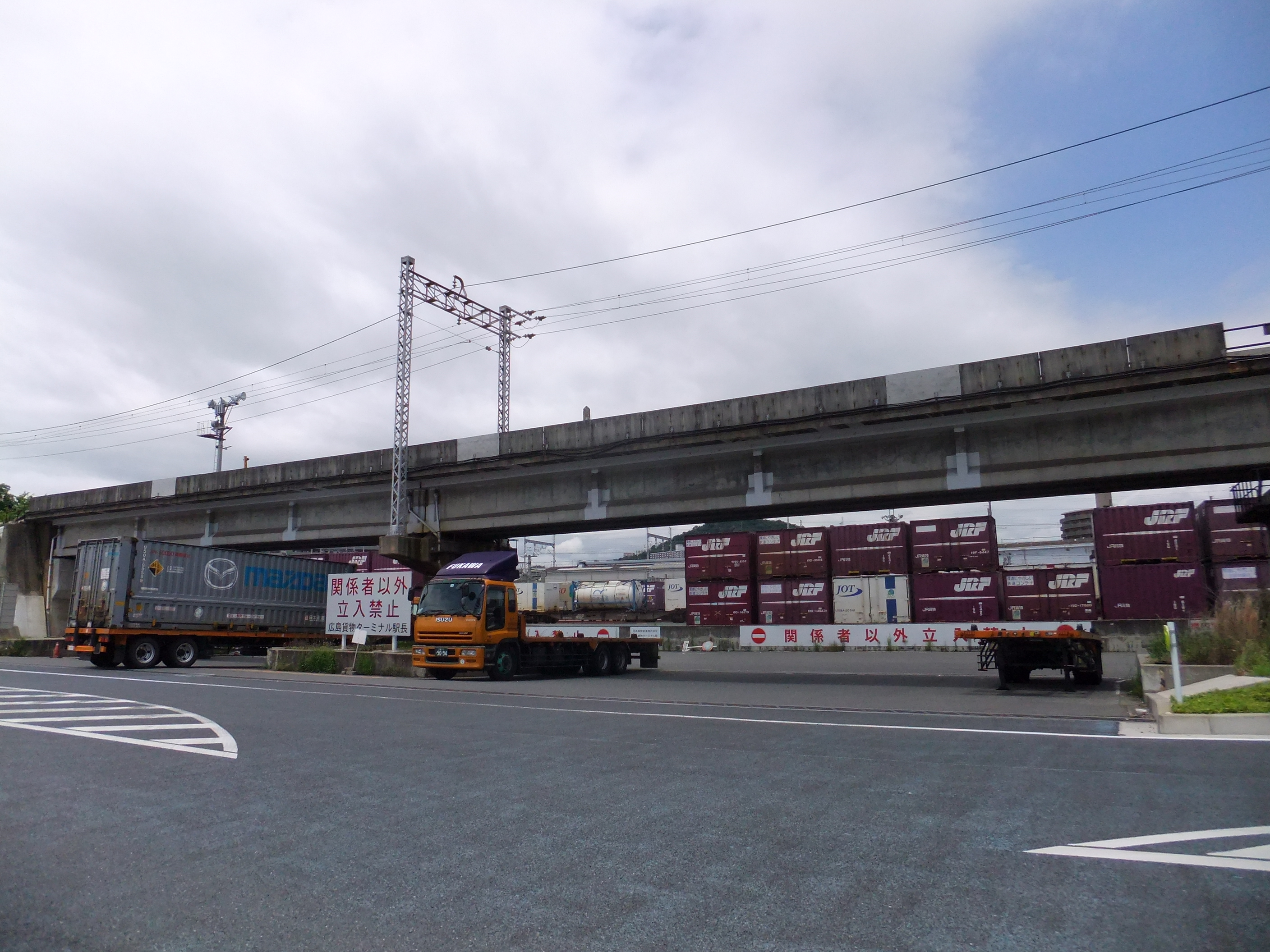
貨物車両搬入口（2012年7月）

3面のコンテナホーム、着発線荷役方式（E&S方式）を採用する4本の着発荷役線、その他数本の側線を有する。乗務員基地である広島機関区や、営業窓口であるJR貨物広島営業所を併設している。

## 取扱貨物
- 鉄道コンテナ貨物
  - 12フィート (ft) コンテナ、20 ft・30 ft大型コンテナ、20 ft海上コンテナ（重量20トンまで）を取り扱う。

- 臨時車扱貨物
- 産業廃棄物・特別産業廃棄物の取扱許可を得ている。
- 瀬野駅から八本松駅までの間に断続的に続く急勾配（通称瀬野八）に対応するため、当駅から西条駅までの区間で、600 tを超える上り貨物列車すべてに補助機関車（EF67形・EF210形300番台）が連結される。

## 貨物列車
2013年3月16日現在。
高速貨物列車
下り列車(北九州貨物ターミナル駅方面行)は1日18本停車する。うち6本は当駅終着、7本は当駅始発、5本は停車列車である。行き先は、当駅始発列車が大竹駅・岩国駅・新南陽駅・宇部駅・下関駅。停車列車が、福岡貨物ターミナル駅・鹿児島貨物ターミナル駅である。
上り列車は(岡山貨物ターミナル駅方面行)は1日19本停車する。うち3本は当駅終着、3本は当駅始発、13本は停車列車である。行き先は、百済・名古屋・西浜松駅・沼津駅・東京・越谷・倉賀野駅・宇都宮・仙台・新潟・札幌のいずれかである。

## 専用線
- 当駅の前身である（貨）東広島駅 - 芸備線矢賀駅間から東に分岐し、キリンビール広島工場（1998年〈平成10年〉に閉鎖；跡地はキリンビアパーク広島・イオンモール広島府中）に至る専用線があり、有蓋貨車による製品出荷のほか、湊川駅（晩年は神戸港駅）から麦芽輸送の貨物列車が運行されていた。この専用線は1986年（昭和61年）に廃止・撤去された。
- 広島駅 - 大須口駅 - （貨）東広島駅）はデルタ線を形成していた。1972年（昭和47年）の 旧国鉄宇品線の旅客扱い廃止後はこのデルタ線のうち、広島駅（0番線） - 大須口駅間の線路が撤去された。宇品線は（貨）東広島駅を起点とする貨物専用側線（宇品四者協定線）として運用されたが、1986年（昭和61年）に廃止された。

## その他
- 当駅から東福山駅、岡山貨物ターミナル駅経由で東京貨物ターミナル駅まで福山通運専用貨物列車「福山レールエクスプレス号」が運行されている[4][5]。

## 隣の駅
西日本旅客鉄道（JR西日本）
■山陽本線
海田市駅 - （向洋駅） - （天神川駅） - 広島貨物ターミナル駅 - 広島駅
- 向洋駅と天神川駅は旅客線にしかプラットホームがなく、貨物線経由の列車の運行上では存在しない扱いとなっている。そのため、西条方面の実際の隣の施設は海田市駅となる。

■芸備線（全列車通過）
矢賀駅 - （広島貨物ターミナル駅） - 広島駅